# 小柳冨次
小柳 冨次（こやなぎ とみじ、1893年（明治26年）7月16日 - 1978年（昭和53年）4月23日）は、日本の海軍軍人。最終階級は海軍中将。

## 経歴
新潟県豊栄市（現・新潟市北区）出身。小柳杢次の長男として生れる。新発田中学校を経て、1914年（大正3年）12月、海軍兵学校（42期）を卒業し、1915年（大正4年）12月、海軍少尉に任官。海軍水雷学校高等科で学ぶ。「槇」乗組、「第7号駆逐艦」（松風）水雷長などを歴任し、1926年（大正15年）11月、海軍大学校（甲種24期）を卒業。
第3戦隊参謀、「若竹」艦長、海兵教官、第2水雷戦隊参謀、海軍水雷学校教官、海軍省教育局第2課局員、第1駆逐隊司令、海大教官、「磐手」艦長、第8駆逐隊司令、水雷学校教頭、「愛宕」艦長などを歴任し、「金剛」艦長として太平洋戦争を迎えた。
ミッドウェー海戦、ガダルカナル島のヘンダーソン基地艦砲射撃、南太平洋海戦などに参戦。1942年（昭和17年）11月、海軍少将に進級し、第2水雷戦隊司令官、第10戦隊司令官などを勤める。1944年（昭和19年）10月、第2艦隊参謀長として参加したレイテ沖海戦において乗艦「愛宕」沈没時に戦傷を受け、重傷のため翌月に連合艦隊司令部付となった。その後、横須賀鎮守府付、水雷学校長などを歴任。日本の降伏後、1945年（昭和20年）10月には海軍軍法会議裁判長として厚木航空隊事件の審議に当たった。翌11月に海軍中将となり、同月、予備役に編入された。
1947年（昭和22年）11月28日、公職追放の仮指定を受けた。

## 戦後の調査・著述活動
1945年10月24日、戦勝国のアメリカが送り込んできた米国戦略爆撃調査団による質疑で、レイテ沖海戦で「愛宕」が所属していた第一遊撃部隊（栗田艦隊）の作戦行動に関して、James A. Field海軍予備少佐に対して、63問にわたり陳述した
1946年（昭和21年）4月から9月にかけて、海軍の先輩で首相を務めた鈴木貫太郎や米内光政、開戦時の在アメリカ合衆国日本大使だった野村吉三郎を複数回訪ねて、聞き取り調査を行ない、日本史研究者の鹿内浩胤が2020年に古書店で購入した面会録が現存している。
さらに小柳は、海軍将校の親睦団体「水交会」嘱託として1956年（昭和31年）から5年間、約50人の旧海軍幹部に取材し、『小柳資料』として刊行されている。
このほか、下記の著書がある。

## 著書
- 『太平洋海戦史論』弘文堂〈アテネ文庫〉 1950年
- 『レイテ沖海戦』弘文堂〈アテネ文庫〉 1950年
- 『栗田艦隊』潮書房 1956年